# Пирин-Fiat
Пирин-Fiat — марка автомобилей, производство которых осуществлялось в 1966—1971 годах в Болгарии на заводе «Балкан» в Ловече.

## История
В 1950—1960-е годы страны Варшавского договора искали способы ускоренной индустриализации и развития автомобильной промышленности. Одним из направлений было строительство заводов для производства западных образцов автомобилей. Компания FIAT являлась в этом наиболее очевидным партнёром, так как имела опыт организации автомобильного производства за пределами Италии. В 1965 году на базе Fabryka Samochodów Osobowych началась сборка польского Fiat 124p. 20 июля было принято решение о строительстве завода «АвтоВАЗ» в СССР. Болгария также включилась в процесс, и 26 сентября 1966 года была проведена встреча между руководителями государственного производственного кооператива «Балканкар» и представителями FIAT.
По соглашению сторон FIAT обеспечивал развитие сборки автомобилей производства комплектующих в объёме 40 % от стоимости автомобиля. Оплата осуществлялась через болгарскую внешнеторговую организацию по бартеру.
3 марта 1967 года в Турине (Италия) был заключен контракт на сборку легковых автомобилей Fiat 850 седан и купе, Fiat 124 седан и Fiat 124 универсал.
Первые 18 машинокомплектов автомобилей Fiat 850 прибыли на завод «Балкан» 10 мая 1967 года. Вскоре после освоения сборки было принято решение дать итальянским автомобилям, собранным в Ловече, болгарское название. Так появилось неофициальное имя «Пирин» — в честь горного хребта на юго-западе Болгарии, на кузове его размещать не стали.
27 июня 1967 года из ворот завода «Балкан» выехал первый Fiat 850.
12 марта 1968 года получены первые автомобили Fiat в разобранном состоянии по стандарту 2А, а 2 апреля на заводе появился и официальный представитель FIAT в Софии для оказания технической помощи. Сборка Fiat 850 по стандарту 2А запущена 4 апреля 1968 года.
В 1971 году пятилетний контракт с FIAT истёк, возобновлён он не был. Последний автомобиль Fiat 850, собранный по этому соглашению, покинул завод в Ловече в сентябре 1971 года.

## Объёмы производства
- Fiat 850 седан (1967—1971): 360[1]
- Fiat 850 купе (1967—1970): 89[1]
- Fiat 124 седан (1967—1971): 274[1]
- Fiat 124 универсал (1967—1970): 35[1]

Общий объём выпущенных автомобилей составил 758 штук.